# Windows Odyssey
Entre 1999 e 2000, a Microsoft começou a desenvolver um sistema operacional, que foi cancelado pela empresa: o Windows Odyssey. Ele sucederia o Windows 2000. O motivo do cancelamento no desenvolvimento do produto é desconhecido até hoje. No lugar do Windows Odyssey, veio o Windows XP. Circulou-se a hipótese de que o Windows Odyssey fosse muito avançado para as máquinas existentes na época e que tenha se tornado o Windows Vista, mas a versão não foi oficializada pela empresa.